# آنگلا فرانکه
آنجلا فرذانک (به انگلیسی: Angela Franke) (زادهٔ ۱۸ نوامبر ۱۹۵۷) شناگر اهل آلمان است.